# Langeland Kommune
Langeland Kommune er en kommune i Region Syddanmark efter Strukturreformen i 2007. Den første kommunalbestyrelse blev valgt den 15. november 2005. Kommunen omfatter øen Langeland, og også mindre øer så som Strynø og Siø.
Langeland Kommune opstod ved sammenlægning af de følgende tre kommuner:
- Rudkøbing Kommune
- Sydlangeland Kommune
- Tranekær Kommune

Kommunesædet er i Rudkøbing. Langeland Kommune indgår i en ø-samarbejdsaftale med Svendborg Kommune.

## Folkeafstemninger
I 1992 og 2000 var der folkeafstemning i alle øens tre kommuner om sammenlægning til éen kommune. Øens kommuner ville undgå en sammenlægning med Svendborg Kommune. Sydlangeland Kommune stemte begge gange imod sammenlægning. Men 12. februar 2003 foregik der en folkeafstemning kun i Sydlangeland Kommune, og resultatet gav et flertal for sammenlægning. Kommunerne ventede dog til 1. januar 2007 med at gå sammen i éen kommune, så kommunesammenlægningen fandt sted samme tid som Strukturreformen.

## Byer
| Kommunens største byer |            |                   |
| Nr                     | By         | Indbyggere (2025) |
| 1                      | Rudkøbing  | 4.485             |
| 2                      | Tullebølle | 753               |
| 3                      | Humble     | 581               |
| 4                      | Lohals     | 433               |
| 5                      | Bagenkop   | 429               |
| 6                      | Lindelse   | 295               |
| 7                      | Snøde      | 269               |

## Politik

### Mandattabel
| 5 | 2 |  | 12 | 5 |

| 17 | 8 |

| 3 | 1 | 1 | 1 | 1 | 5 | 3 |

| 10 | 5 |

| 2 | 2 | 4 | 5 | 2 |

| 10 | 5 |

| 3 | 1 | 6 | 1 | 4 |

| 12 | 3 |

| 2 | 1 | 1 | 6 | 5 |

| 12 | 3 |

| 2 | 1 | 2 | 6 | 1 | 1 | 2 |

| 11 | 4 |

### Nuværende byråd
| Navn                      | Parti                                  |
| ------------------------- | -------------------------------------- |
| Tonni Hansen (Borgmester) | Socialistisk Folkeparti - 6 mandater   |
| Winni Kielstrup Hansen    | Socialistisk Folkeparti - 6 mandater   |
| Ulrik Pihl                | Socialistisk Folkeparti - 6 mandater   |
| Erik Hye Jørgensen        | Socialistisk Folkeparti - 6 mandater   |
| Nynne Printz              | Socialistisk Folkeparti - 6 mandater   |
| Flemming Neperus          | Socialistisk Folkeparti - 6 mandater   |
| Peder Hansen              | Venstre - 5 mandater                   |
| Ulrik Kølle Hansen        | Venstre - 5 mandater                   |
| Jesper Skovhus            | Venstre - 5 mandater                   |
| Karina Jørgensen          | Venstre - 5 mandater                   |
| Brian Dalsgaard           | Venstre - 5 mandater                   |
| René Larsen               | Socialdemokratiet - 2 mandater         |
| Ole Sørensen              | Socialdemokratiet - 2 mandater         |
| Jørgen Nielsen            | Det Konservative Folkeparti - 1 mandat |
| Søren Ramsing             | Radikale Venstre - 1 mandat            |

| Navn             | Skiftet fra | Skiftet til                 | Dato              |
| ---------------- | ----------- | --------------------------- | ----------------- |
| Peder Hansen     | Venstre     | Løsgænger                   | 15. april 2024    |
| Jesper Skovhus   | Venstre     | Løsgænger                   | 15. april 2024    |
| Karina Jørgensen | Venstre     | Løsgænger                   | 15. april 2024    |
| Brian Dalsgaard  | Venstre     | Løsgænger                   | 15. april 2024    |
| Jesper Skovhus   | Løsgænger   | Liberal Alliance            | 24. maj 2024      |
| Karina Jørgensen | Løsgænger   | Det Konservative Folkeparti | 5. september 2024 |

| Udtrådt      | Indtrådt           | Parti             | Dato           |
| ------------ | ------------------ | ----------------- | -------------- |
| Ole Sørensen | Joan Kate Pedersen | Socialdemokratiet | 22. april 2022 |

### Byråd 2018-2022
| Navn                      | Parti                          |
| ------------------------- | ------------------------------ |
| Tonni Hansen (Borgmester) | SF - 6 mandater                |
| Winni Kielstrup           | SF - 6 mandater                |
| Nynne Printz              | SF - 6 mandater                |
| Tonny Gjersen             | SF - 6 mandater                |
| Erik Jørgensen            | SF - 6 mandater                |
| Gert Schmidt              | SF - 6 mandater                |
| Jan Ole Jakobsen          | Venstre - 4 mandater           |
| Ulrik Kølle Hansen        | Venstre - 4 mandater           |
| Knud Gether               | Venstre - 4 mandater           |
| Bjarne Nielsen            | Venstre - 4 mandater           |
| Lisa Pihl Jensen          | Socialdemokratiet - 3 mandater |
| René Larsen               | Socialdemokratiet - 3 mandater |
| Arno Holmsted Kruse       | Socialdemokratiet - 3 mandater |
| Bo C. Nissen              | Konservative - 1 mandat        |
| Kim Brammer Welcher       | Dansk Folkeparti - 1 mandat    |

## Borgmestre
| Navn           | Parti                   | Periode                            |
| -------------- | ----------------------- | ---------------------------------- |
| Knud Gether    | Borgerlisten Langeland  | 1. januar 2007 - 31. december 2009 |
| Bjarne Nielsen | Venstre                 | 1. januar 2010 - 31. december 2017 |
| Tonni Hansen   | Socialistisk Folkeparti | 1. januar 2018 -                   |

## Sogne i Langeland Kommune
Medlemmer af folkekirken (indbyggere) pr. 1. juli 2009
| 1  | Rudkøbing Sogn   | 3.534 | (4.096) | 86,3% |
| 2  | Humble Sogn      | 1.293 | (1.407) | 91,9% |
| 3  | Tullebølle Sogn  | 1.088 | (1.192) | 91,3% |
| 4  | Magleby Sogn     | 979   | (1.065) | 91,9% |
| 5  | Lindelse Sogn    | 752   | (852)   | 88,3% |
| 6  | Simmerbølle Sogn | 630   | (717)   | 87,9% |
| 7  | Longelse Sogn    | 586   | (643)   | 91,1% |
| 8  | Skrøbelev Sogn   | 564   | (620)   | 91,0% |
| 9  | Hov Sogn         | 553   | (627)   | 88,2% |
| 10 | Bøstrup Sogn     | 420   | (471)   | 89,2% |
| 11 | Snøde Sogn       | 373   | (418)   | 89,2% |
| 12 | Tryggelev Sogn   | 351   | (386)   | 90,9% |
| 13 | Stoense Sogn     | 205   | (236)   | 86,9% |
| 14 | Tranekær Sogn    | 199   | (251)   | 79,3% |
| 15 | Fuglsbølle Sogn  | 195   | (217)   | 89,9% |
| 16 | Strynø Sogn      | 151   | (216)   | 69,9% |
| 17 | Fodslette Sogn   | 90    | (106)   | 84,9% |